# البيت الكبير (فلم)
البيت الكبير هو فيلم مصري تم إنتاجه عام 1949، تأليف أحمد كامل مرسي وسليمان نجيب وعبد الوارث عسر وإخراج أحمد كامل مرسي و بطولة سليمان نجيب وأمينة رزق وتحية كاريوكا.

## قصة الفيلم
الدكتور محمود فؤاد (سليمان نجيب) جراح شهير يمتلك 2000 فدان ومستشفى خاص، مهتم بعمله وبيته وزوجته أمينة (أمينة رزق) ابنة عمه، وإبناه جلال (عماد حمدي) جراح بمستشفى والده، وكمال (فاخر فاخر) طالب الحقوق. نادية كامل (نادية سلطان) خطيبة جلال دعت الجميع لحفل خيري تقيمه جمعية بنت النيل، وحضورا جميعا لمجاملتها، وفي الحفل حضرت لطيفة (تحية كاريوكا) الأرملة الشابة التي توفى زوجها منذ شهور، ومعها شلتها، أمين (أمين وهبة) العجوز المتصابى، فريد (عبد الغنى السيد) الشاب الثري، إسماعيل (سعيد أبو بكر) التاجر الثري، وفوزي (علي رضا) مدرب الرقص. ولاحظت لطيفة الاهتمام بالجراح الكبير فؤاد فسألت عنه. وفي اليوم التالي إدعت إصابتها بمغص ودوار وذهبت إليه في مستشفاه لتوقع به وكشف عليها وطمئنها بأنها سليمة تماماً، ولكنها لم تيأس، وعاودت زيارته حتى وقع في شباكها وهو الرجل الكبير، ولكنه تطلع إلى شبابها. تناثرت الشائعات عن علاقة فؤاد ولطيفة، وأشارت الصحف لعلاقة الجراح الشهير بأرملة شابة لاهيه، وبدأ نظام حياته في التغيير، يسهر دائماً ويتناول طعامه خارج المنزل، على غير العادة، أحيانا كثيره، ويعمل الذهاب إلى عمله. أما زوجته أمينة فقد آثرت الحفاظ على كرامتها، واقترحت عليه ان يتزوجها فبدلا من قول الناس صديقته فالأفضل قولهم زوجته، وطلبت منه الطلاق. طلق فؤاد زوجته أمينة وتزوج من لطيفة وترك البيت الكبير وأقام في فندق ريثما يجهز بيتا آخر. لم تستغنى لطيفة عن شلتها، فكان السهر يوميا والشرب والرقص لا ينقطعان، وانشعل فؤاد عن مرضاه، بدروس الرقص.
تزوج جلال من نادية وعاشوا مع أمه في البيت الكبير، وقال جلال لأمه «لقد تسرعت في طلب الطلاق كنت تريدين أن تمنعي من كانوا يقولون فؤاد ماشى مع بنت بطاله، دلوقتى بيقولوا فؤاد تزوج بنت بطاله، وزاد الكلام ولم ينقص». قارن فؤاد بين تصرفات أمينة وتصرفات لطيفة، فشعر بالندم وخيرته لطيفة بين السهر مع أصدقاءها أو الطلاق، فتركها وعاد للبيت الكبير يستشير ابنة عمه في طلاق لطيفة ودفع 20 ألف جنيه المؤخر والعودة إليها فلم توافقه. كان توفيق (مختار عثمان) المحامى صديق العائلة وابن خالة أمينة، مراقبا للأمر فتتبع لطيفة حتى علم أنها تود الزواج من فريد الشاب الثري، ثم شاهدها في الاسكندريه تقضي ليلة مع شاب في أحد الفنادق إدعت لإدارة الفندق أنه زوجها، فقام بتصويرها والحصول على معلومات من الفندق وسلمها لأمينة. فلما ذهبت إليها لطيفة تطلب مساعدتها في الحصول على الطلاق من فؤاد ساومتها بما لديها من معلومات مقابل التنازل عن المؤخر ونجحت. إدعى توفيق امام فؤاد انه سيتزوج من ابنة خالته أمينة، ودعاه لكتب الكتاب، الذي تصادف عيد ميلاد أمينة فأحضر فؤاد هديه لإبنة عمه وأعلن رفضه لزواجها من توفيق، وإنه يود العودة لزوجته وأم أولاده وبيته الكبير، ووافقت أمينة بعد إعلانه ندمه.

## فريق العمل
إخراج: أحمد كامل مرسي
تأليف:
- سليمان نجيب
- عبد الوارث عسر
- أحمد كامل مرسي

إنتاج: ستوديو مصر
بطولة:
- سليمان نجيب (محمود فؤاد)
- أمينة رزق (أمينة)
- تحية كاريوكا (لطيفة)
- عماد حمدي (جلال)
- فاخر فاخر (كمال)
- نادية سلطان (نادية)
- مختار عثمان (توفيق)
- عبد الوارث عسر
- عبد الغنى السيد (فريد)
- سعيد أبو بكر (إسماعيل)
- علي رضا (فوزي)
- أمين وهبة (أمين)
- جمالات زايد
- عزيزة حلمي
- زكي إبراهيم
- عبد العليم خطاب
- عادل أدهم

## روابط خارجية
- مقالات تستعمل روابط فنية بلا صلة مع ويكي بيانات